# Nihon Shipyard
Nihon Shipyard (en Japonais: 日本シップヤード) est une coentreprise créée le 1er janvier 2021 par Imabari Shipbuilding (avec 51 % des actions) et Japan Marine United (49 % des actions).
C'est une compagnie d'ingénierie et construction navale couvrant  tous types de navires à l'exception des méthaniers. Nihon Shipyard a son siège à Tokyo et emploie environ 510 personnes. En parallèle, Imabari Shipbuilding a racheté 30% du capital de JMU.
La coopération entre ces deux entreprises japonaises en fait l'une des plus grandes entreprises d'ingénierie marine et de construction navale au monde,.

## Histoire
- 2021

-  1er janvier - Création de Nippon Shipyard Co., Ltd.

-  5 janvier - Début des activités .